# Béatrice Vialle
Béatrice Vialle (Bourges, 4 agosto 1961) è un'aviatrice francese una delle due donne pilota operative del Concorde e la prima donna pilota francese su un aereo di linea supersonico..

## Biografia
Laureatasi all'École nationale de l'aviation civile (l'università francese dell'aviazione civile; nominata "studentessa di pilota di trasporto aereo" nel 1981), ha iniziato la sua carriera presso Air Littoral, pilotando un Embraer EMB 110 Bandeirante. Si è trasferita all'Air France nel 1985, dove ha volato su un Airbus A320 e un Boeing 747 prima di diventare qualificata sul Concorde, il 24 luglio 2000.
Ha effettuato il suo primo volo commerciale il 19 novembre 2001 ed è diventata così una delle due sole donne pilota del Concorde (insieme alla britannica Barbara Harmer) e la prima donna pilota di linea francese di un aereo supersonico (la connazionale Jacqueline Auriol fu la prima donna a volare sul Concorde, ma come pilota collaudatore). In totale Vialle effettuò 45 voli supersonici Parigi-New York e 3 viaggi sopra l'Oceano Atlantico. Terminò il servizio sui Concorde il 31 maggio 2003, passando a pilotare come capitano i Boeing 747-400.